# Thaumatococcus daniellii
Thaumatococcus daniellii, també anomenada Katemfe, és una espècie tropical de plantes amb flors coneguda principalment per ser la font natural de l'edulcorant taumatina.
És una planta herbàcia grossa, de fins a 4 metres d'alt, amb rizoma Les fulles són grosses i papiràcies de fins a 46 cm de llarg. Les flors són porpres i els fruits són tous, amb arils, amb poques i petites llavors negres. És nativa dels boscos plujosos de Ghana i els països dels voltants. També s'ha introduït a Austràlia. .
Un gen de Thaumatococcus daniellii s'ha inserit en plantes de cogombre per tal d'incrementar la percepció de la dolçor a la Universitat de Varsòvia.